# 心室性心搏過速
心室性心搏過速（V-tach）又称室性心动过速、心室頻脈，简称室速（VT），是起源于心室的连续3个或3个以上、频率大于100次/min的期前搏动组成的心律。
室速风暴（ventricular tachycardia storm，VT storm）又称电风暴（electrical storm），是24小时内持续性室速（sustained VT）或室颤反复发作3次以上，或无休止室速（incessant VT）的心律失常急症。

## 症状
心室性心搏過速的嚴重性與它的持續時間有關，數秒的心室性心搏過速可能沒有問題，但持續時間如果較長就相當危險。較短的心室性心搏過速有可能沒有症狀，但患者也可能感覺頭重腳輕、心悸、或者胸痛。嚴重的心室性心搏過速可能發展為心室顫動或引起心搏停止。據統計，心搏停止的病人中有約7 %的起始症狀是心室性心搏過速。

## 病因及診斷
室性心动过速是因心室的電氣活動異常造成的心搏過速，可能原因包括冠狀動脈疾病、主動脈瓣狹窄、心肌病變、電解質不平衡、或是心肌梗死等等。心電圖常用來診斷心室性心搏過速，其條件為每分鐘的心搏數超過120次且變寬的QRS波群至少連續出現三次。根據心室性心搏過速發生的時間長度，可以再將其細分為持續性（超過30秒）或非持續性（持續30秒以內）心室性心搏過速。
广义上，室速除了心室性心搏過速，也可包括心室顫動、尖端扭轉型室速（torsades de pointes）等數種室性心律失常。

## 治療及預後
血壓正常且脈搏強勁的心室性心搏過速患者可能可用普魯卡因胺治療；如果患者的血行動力學不穩定則需要心率調整。如果患者發生心搏停止則建議進行心肺復甦術與電擊除顫，雙相電擊的效果可能優於單相電擊。心室性心搏過速造成的心搏停止的存活率約為45%。為避免復發，心室性心搏過速的患者可能需要使用植入式心臟去顫器或使用鈣離子通道阻滯劑或胺碘酮等藥物。